# Sina Kandra
Sina Kandra (* 30. Dezember 1989 in München als Sina Wall) ist eine ehemalige deutsche Squashspielerin.

## Leben
Sina Kandra, die ab 2007 als Profi aktiv war, gewann in ihrer Juniorenkarriere vier nationale Titel in unterschiedlichen Altersklassen. Mit der Squashinsel Taufkirchen wurde sie von 2009 bis 2012 viermal in Folge deutsche Mannschaftsmeisterin. Von 2008 bis 2011 erreichte sie ebenfalls viermal in Folge das Endspiel der deutschen Meisterschaften und konnte 2011 den Titel gewinnen. Aufgrund dieser Erfolge führte sie zeitweise die nationale Rangliste an. Im Jahr 2012 erlitt Sina Kandra einen doppelten Kreuzbandriss. Nach ihrer Rückkehr erreichte sie 2014 ihr fünftes Endspiel bei einer deutschen Meisterschaft, das sie gegen Franziska Hennes verlor. Im Jahr darauf gewann sie ihren zweiten Landesmeistertitel.
Bei Einzel-Weltmeisterschaften scheiterte sie 2010 und 2011 jeweils in der zweiten Qualifikationsrunde. Mit der deutschen Nationalmannschaft nahm sie mehrfach an Europameisterschaften teil. 2008, 2014 und 2016 war sie Teil der deutschen Mannschaft bei der Weltmeisterschaft. 2018 beendete sie ihre Karriere.

## Privates
Sina Kandra hat mittlere Reife und ist staatliche geprüfte Kinderpflegerin. Sie war Sportsoldatin bei der Bundeswehr im Range eines Feldwebels. Seit Juli 2017 ist sie mit Raphael Kandra verheiratet, der ebenfalls Squashspieler ist. Sie startete für den Paderborner SC.

## Erfolge
- Deutsche Einzelmeisterin: 2011, 2015